# Pensionsgruppen
Pensionsgruppen är en parlamentarisk arbetsgrupp i Sverige bestående av representanter för de partier som stod bakom 1994 års pensionsöverenskommelse, alltså Socialdemokraterna, Moderaterna, Centerpartiet, Folkpartiet och Kristdemokraterna. Gruppen har till uppgift att vårda och utveckla pensionsöverenskommelsen. Beslut tas i regel i enighet.
En föregångare till pensionsgruppen samlades för första gången den 13 december 1991 för att utarbeta förslag till ett nytt pensionssystem. När systemet sjösattes under 1994 tog den nya genomförandegruppen bestående av de fem partierna bakom överenskommelsen över. Denna grupp hade sitt sista möte i december 2006 och ersattes av en ny pensionsgrupp som ska förvalta reformen.
Gruppen leds av den minister som har ansvar för pensionsfrågorna, vilket brukar vara socialförsäkringsministern. Dessutom ingår två ledamöter från Socialdemokraterna och en vardera från de fyra borgerliga partierna. Vid ett möte som hölls den 27 november 2014 medverkade även en representant för Miljöpartiet efter inbjudan från socialförsäkringsministern. De borgerliga ledamöterna samtyckte inte till Miljöpartiets medverkan och valde att lämna mötet efter en stund.

## Källhänvisningar
1. ↑  Genomförandegruppen avslutar sitt arbete på Den Gyldene Freden Arkiverad 27 november 2014 hämtat från the Wayback Machine., Socialdepartementet, 14 december 2006
2. ↑  Direktiv: Arbetsgrupp med uppgift att vårda pensionsöverenskommelse Arkiverad 4 december 2014 hämtat från the Wayback Machine., Regeringskansliet, 10 april 2008
3. ↑  Allianspartierna lämnar pensionsgruppen, Dagens Nyheter, 27 november 2015